# Юніон (Кентуккі)
Юніон (англ. Union) — місто (англ. city) в США, в окрузі Бун штату Кентуккі. Населення — 7416 осіб (2020).

## Географія
Юніон розташований за координатами 38°56′50″ пн. ш. 84°40′24″ зх. д. / 38.94722° пн. ш. 84.67333° зх. д. (38.947196, -84.673234).  За даними Бюро перепису населення США в 2010 році місто мало площу 8,62 км², уся площа — суходіл.

## Демографія
Згідно з переписом 2010 року, у місті мешкало 5379 осіб у 1661 домогосподарстві у складі 1471 родини. Густота населення становила 624 особи/км².  Було 1739 помешкань (202/км²).
Расовий склад населення:
| - 91,3 % — білих - 5,7 % — азіатів - 1,2 % — чорних або афроамериканців |

До двох чи більше рас належало 1,7 %. Частка іспаномовних становила 1,8 % від усіх жителів.
За віковим діапазоном населення розподілялося таким чином: 35,2 % — особи молодші 18 років, 60,2 % — особи у віці 18—64 років, 4,6 % — особи у віці 65 років та старші. Медіана віку мешканця становила 34,9 року. На 100 осіб жіночої статі у місті припадало 102,5 чоловіків;  на 100 жінок у віці від 18 років та старших — 98,9 чоловіків також старших 18 років.
Середній дохід на одне домашнє господарство  становив 115 137 доларів США (медіана — 102 253), а середній дохід на одну сім'ю — 112 649 доларів (медіана — 102 266). За межею бідності перебувало 5,8 % осіб, у тому числі 9,2 % дітей у віці до 18 років та 0,0 % осіб у віці 65 років та старших.
Цивільне працевлаштоване населення становило 2803 особи. Основні галузі зайнятості: освіта, охорона здоров'я та соціальна допомога — 26,2 %, виробництво — 16,8 %, науковці, спеціалісти, менеджери — 10,8 %, фінанси, страхування та нерухомість — 10,1 %.